# ديار آل باعمر (القطن)
'

تعديل مصدري - تعديل

ديار ال باعمر هي إحدى قرى عزلة القطن بمديرية القطن التابعة لمحافظة حضرموت، بلغ تعداد سكانها 679 نسمة حسب تعداد اليمن لعام 2004.